# Кейпроллер

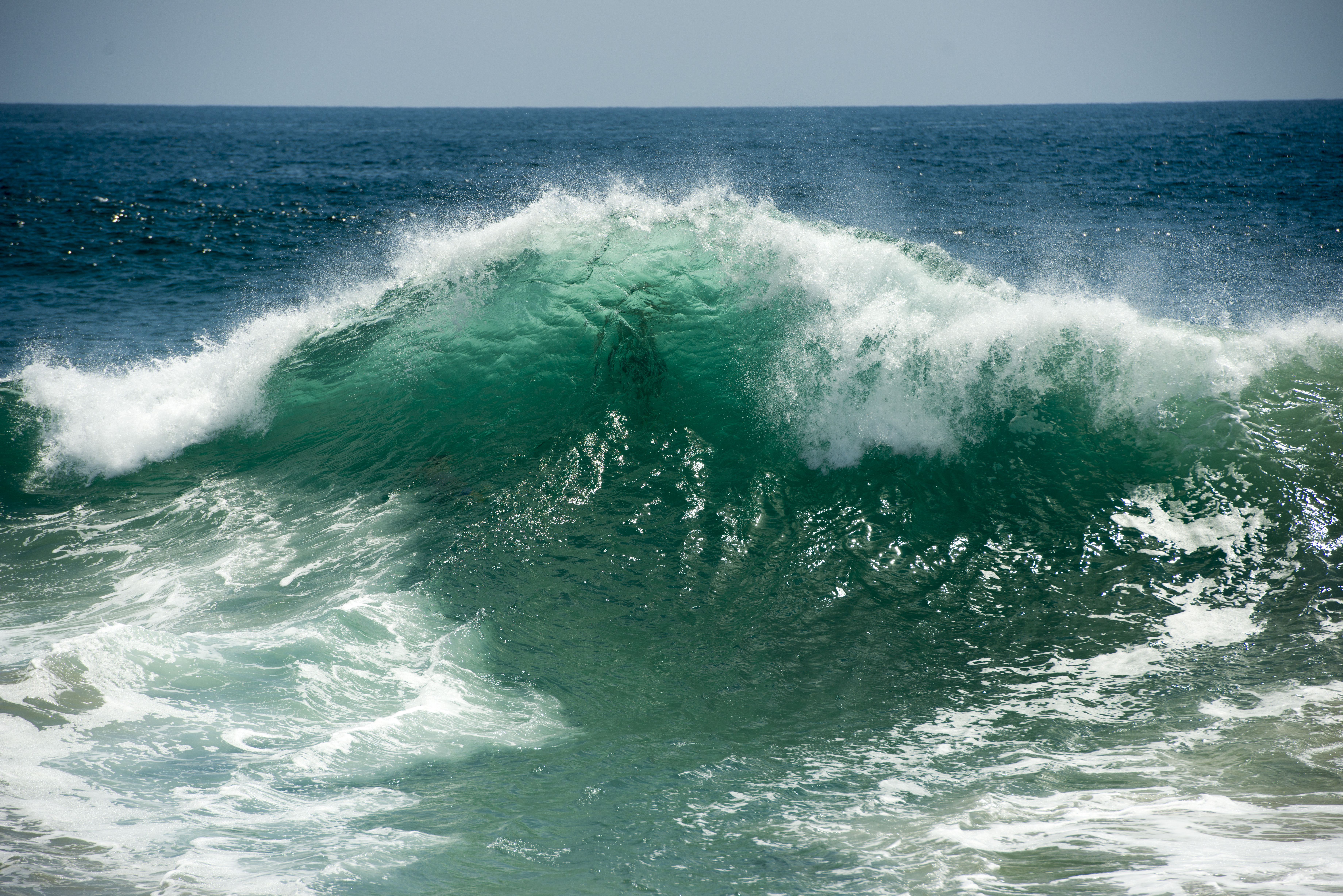
Морская волна у побережья

Кейпроллер (англ. cape roller — вал у мыса) — разновидность одиночных, аномально крупных морских волн высотой до 15 — 20 метров, которые выделяются крутизной своего переднего фронта и пологой ложбиной. В океанологии это явление получило название уединённой или эпизодической волны, физический механизм формирования которой связывают с феноменом интерференции.
Такой тип волнообразования характерен для юго-восточного побережья Африки, между Мозамбикским проливом и мысом Доброй Надежды на смычке акваторий Индийского и Атлантического океанов. Кейпроллеры имеют свойство внезапно возникать при распространении местного ветрового волнения и крупной юго-западной зыби навстречу сильному Агульясскому течению. Аналогичные явления с образованием больших волн наблюдаются и в других районах Мирового океана (у Бермудских островов, мыса Горн, Ньюфаундлендской банки, греческого побережья), но их результат, как правило, не достигает таких огромных размеров.
Кейпроллеры могут нести в себе значительную угрозу для мореплавания, особую опасность для судоходства они представляют в районе между Ист-Лондоном и Дурбаном. Например, с неожиданным ударом такой волны связывают бесследное исчезновение рейсового парохода «Уарата» судоходной компании Blue Anchor Line во время каботажного перехода из Дурбана в Кейптаун в 1908 году. Однако, стоит отметить, что однозначная причина судьбы  судна и 211 человек из его экипажа так и не была точно установлена. Тем не менее, достоверно известно, что в июне 1968 года американский супертанкер «Уорлд Глори» был потоплен накатившим кейпроллером, который переломил его пополам. Уйдя на дно, судно унесло с собой 22 человеческие жизни; а весь груз (49 тысяч тонн сырой нефти) оказался в морской среде.